# Yongle-kejsaren
Yonglekejsaren (永乐帝; 永樂帝; Yǒnglèdì), personnamn Zhu Di (朱棣); Zhū Dì), född 1360, död 1424, var den kinesiska Mingdynastins tredje kejsare och regerade 1402 till 1424.
Yongle gjorde Kina starkt och välmående igen, och under hans regeringstid nådde Mingdynastin sin höjdpunkt. Tiden är känd som "Yongles gyllene år".
Under kejsar Yongles regeringstid uppfördes en ny huvudstad i dagens Peking, och ett flertal fälttåg gjordes mot mongolerna. Han arrangerade även storskaliga marina expeditioner mot väster som nådde Afrika. Han är en av de mest omskrivna personerna i den kinesiska historien.

## Uppväxt och vägen till makten
Zhu Di föddes 1360 i Nanjing och var den fjärde sonen till Mingdynastins grundare, kejsar Hongwu. I officiell dokumentation listas kejsarinnan Ma som Zhou Dis mor, men sannolikt var den biologiska modern den koreanska konkubinen Gong.
År 1370 fick Zhu Di titeln prins av Yan, vars furstendöme hade sin bas i Yuandynastins tidigare huvudstad Dadu (dagens Peking), som 1368 fått namnet Beiping.
År 1376 skickades Zhu Di för att bo i det fattiga Fengyang i Anhui, som var hans fars hemstad och där ett palats just färdigställts. Samma år blev Zhu Di trolovad till general Xu Das dotter Xu, och han gifte sig med henne som sjuttonåring. Fyra år senare, år 1380 flyttade Zhu Di till sitt furstendöme i Beiping, där han levde i mongolernas övergivna palats. Sannolikt i anslutning till flytten konverterade han till tibetansk buddhism. Under förmyndarskap av general Xu Da lärde han sig militärteknik och strategi. Efter att Xu Da avlidit 1385, blev generalens styrkor lojala med Zhu Di.
Vid sidan om sina militära kunskaper fick Zhu Di även en grundlig akademisk utbildning. Han skrev fem filosofiska essäer och var kunnig inom historia och kalligrafi. Han utbildades även inom de kinesiska klassiska verken.
Kronprins Zhu Biao avled 1392, vilket gjorde hans äldsta son Zhu Yunwen till tronarvinge. När Hongwu-kejsaren avled 1398 tillträdde Zhu Yunwen som kejsare och han regerade under titeln Jianwen-kejsaren. En av hans första åtgärder var att centralisera den militära makten, som tidigare till stor del varit fördelad på Hongwus alla söners furstendömen. Kejsaren insåg att prinsarna kunde utmana hans maktposition, och han konspirerade med sina ministrar för att reducera prinsarnas makt. Flera av prinsarna kunde undanröjas, men prinsen av Yan (Zhu Di), som var den starkaste och äldsta, satte sig till motvärn och stärkte sin position i Beiping.

### Statskuppen
År 1399 utfärdade Zhu Di ett dekret till kejsaren att de förrädiska ministrarna underminerade hovet, och därför måste avsättas. Zhu Di begav sig med sin arme mot huvudstaden Nanjing för att pacificera landet. Sommaren 1399 utbröt fullt inbördeskrig mellan kejsaren och Zhu Di. En tydlig skillnad i krigföring mellan de båda parterna var att Zhu Di personligen ledde sina styrkor medan kejsaren förlitade sig på sina generaler.
År 1402 bytte Zhu Di taktik. Han lämnade det hårt bevakade området kring kejsarkanalen och tog en omväg västerut. I slutet av juni nådde han Yangtzeflodens strand, och 13 juli intog han Nanjing efter att den nordöstra stadsporten kunde öppnas till följd av en konspiration. Kejsar Jianwen försvann spårlöst, och det är sannolikt att han tillsammans med kejsarinnan och deras äldsta son brändes inne i deras palats. Zhu Di utropade sig till kejsare och året därefter inleddes regeringsperioden Yongle, som även är det namn som kejsaren senare blivit känd under.
I efterspelet till palatskuppen försvarade Zhu Di sina handlingar med att han agerat som hertigen av Zhou gjorde på 1000-talet f.Kr., då Zhoudynastins grundare kung Wu avlidit. Enligt Zhu Di hade hans avsikt varit att hjälpa den unge kejsaren, som enligt Zhu Di begick självmord i samband med branden.
Efter maktövertagandet avrättades Jianwens ministrar, och tiotusentals Jianwentrogna. Kejsar Yongle försökte även utplåna all dokumentation från Jianwens fyra år som regent, för att ge sken av att Yongle hade efterträdde Hongwu-kejsaren direkt efter dennes död.

## Dynastins andra grundande
Kejsar Yongles stora reformarbete har lett till att nutida historiker beskriver Yongles år vid makten som att Mingdynastin fick ett "andra grundande". Hans stora betydelse bekräftas även av slutstavelsen zu (祖) i kejsarens tempelnamn Chengzu, ett epitet som bara ges till kejsare som har haft stor betydelse för dynastins grundande.
Kejsar Yongle antog rollen som krigskejsare, och han avskaffade successivt furstendömena och återställde mycket av det som kejsar Jianwen ändrat. Eunucker fick ökat inflytande i hovet med utökade utbildningsmöjligheter, och de kunde därmed anställas i parallella befattningar till de akademiska tjänstemännen. 24 administrativa kontor, helt bemannade av eunucker, etablerades i statsadministrationen.
Han etablerades underrättelsetjänsten Östra depån (och senare även Västra depån) som bemannades av eunucker. Dessa myndigheter arbetade tillsammans med de broderade uniformsvakterna, som ansvarade för kejsarens personliga skydd men även för de ökända fängelserna där Östra depån utförde sina bestraffningar.
Han återupptog 1404 systemet med examination av tjänstemän vart tredje år och byggde upp en stab av kvalificerade ämbetsman runt sig. Han höjde även statusen på Hanlinakademin till ett prestigeuppdrag, där bara de allra bästa studenterna fick arbeta i det inre hovet. Från Hanlinakademin kunde tjänstemän sedan avancera till att få ministerposter i det yttre hovet.
Kejsaren införde även byrån "Interna depån" som skötte den kejserliga administrationen och juridiken. Han införde hårda straffsatser och upprättade kejserliga fängelser.
Yongle hade goda relationer med både den nyetablerade koreanska Joseondynastin och den japanska Ashikaga-shogunatets Yoshimitsu. Dock bröts de diplomatiska förbindelserna helt med Japan år 1410, efter att Yoshimochi två år tidigare tillträtt som shogun.

### Flytten av huvudstad

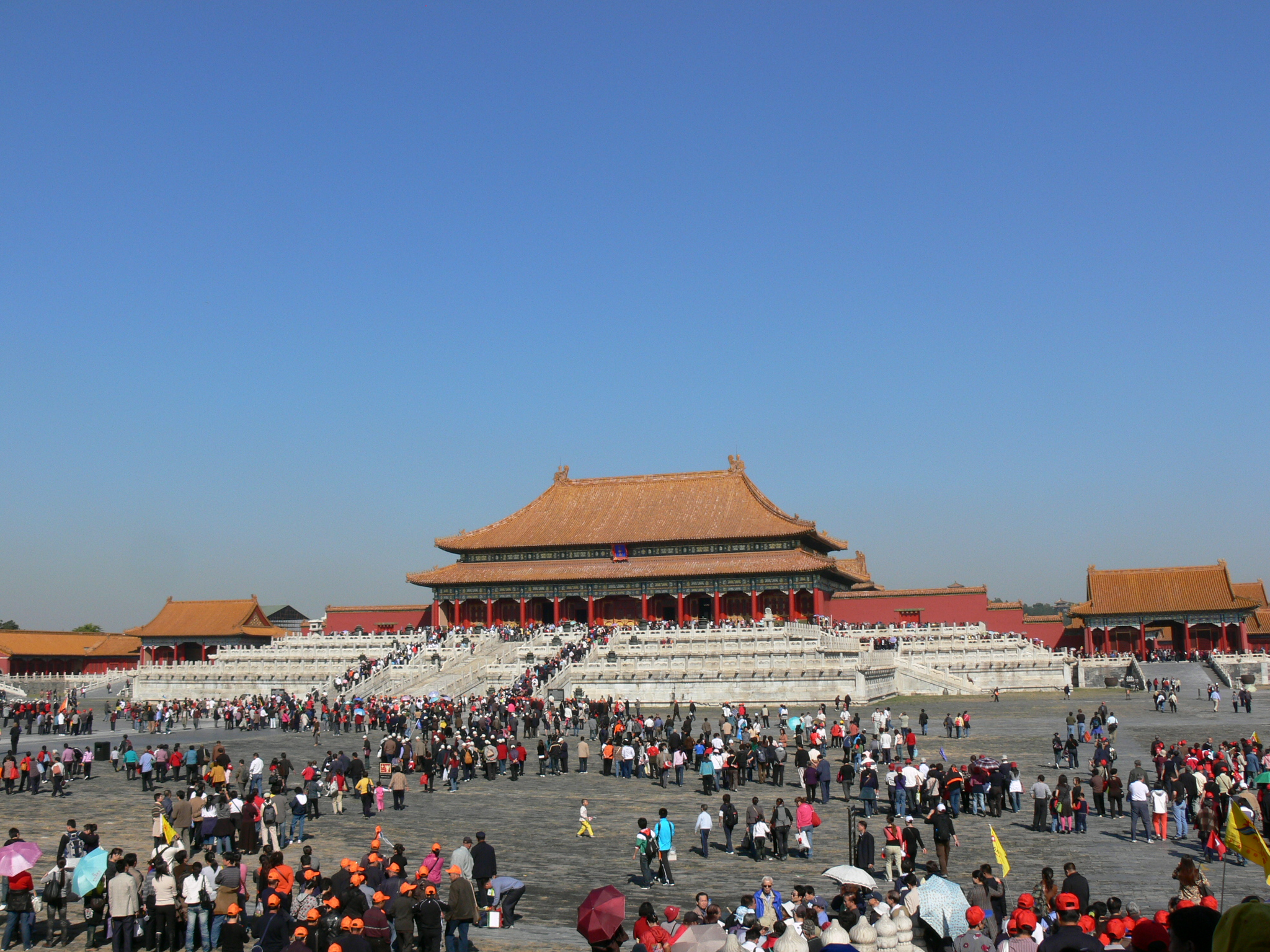
Högsta harmonins sal i Förbjudna staden som uppfördes av kejsar Yongle.

Tidigt under sin regeringstid bestämde sig Yongle för att han ville flytta rikets huvudstad till Peking, varifrån han hade styrt sitt tidigare furstendöme. Eftersom han betraktade sig som krigskejsare, var huvudstadsflytten också motiverad av att han därmed kom närmare den av mongolerna hårt ansatta norra gränsen. En inte heller obetydlig anledning var att historiskt hade Kina, när landet varit enat, alltid hade haft sina huvudstäder i norr.
År 1403 ändrade Yongle namnet på staden från Beiping ('Norra freden') till Beijing ('Norra huvudstaden'). Inför uppförandet av den nya huvudstaden muddrades Kejsarkanalen, som logistiskt var en viktig transportled mellan de norra och södra delarna av landet. Innan han lämnade Nanjing påbörjade han uppförandet av Porslinspagoden till minnet av kejsarinnan Ma.
Uppförandet av den nya staden startade 1407 och arbetet var till stor del färdigställt 1420, även om staden kontinuerligt byggdes ut. År 1421 flyttade Yongle officiellt Mingdynastins huvudstad från Nanjing till Peking. Staden uppfördes i tre muromslutna nivåer. Innanför den yttre stadsmuren fanns den befästa kejserliga staden, som i sin tur innehöll den Förbjudna staden.
Förbjudna staden, som sedan 1987 är listad av Unesco som världsarv, förblev residens för Kinas kejsare fram till revolutionen 1911. Palatset invigdes 1421, och kort därefter uppdagades att det förekom sexuella relationer mellan kejsarens konkubiner och palatsets eunucker. Händelsen resulterade i att Yongle under en natt avrättade 2 800 konkubiner och eunucker. I maj samma år slog blixten ner i palatset och 250 byggnader brann ner. Yongle tolkade blixtnedslaget som ett himmelskt straff för massakern.
Den nya staden uppfördes ovanpå Yuandynastins tidigare huvudstad Khanbalik. Södra stadsmuren från Khanbalik monterades ned 1419 och en ny stadsmur uppfördes en knapp kilometer längre söderut. Flera parker, tempel och andra landmärken uppfördes, däribland Trum- och klocktornen, Himmelens tempel och Jordbrukets tempel.

## Fälttåg
Att försvara Kinas norra gräns var Yongles mest betungande syssla under regeringsperioden. Han var väl medveten om att mongolerna hade potential att upprepa den invasion av Kina som skedde 200 år tidigare, om bara rätt ledare likt Djingis khan kunde samla och förena de mongoliska grupperna. Inledningsvis var arbetet fokuserat på diplomati och på att hålla de mongoliska stammarna splittrade. Parallellt med diplomatin förberedde kejsaren sig för det krig som han menade sannolikt skulle komma. Ättlingarna till Mongolväldets forna ledare, ofta benämnda Norra Yuandynastin, och deras general Arughtai var Yongles farligaste fiender bland de mongoliska grupperingarna. Hongwu-kejsaren hade tidigare etablerat försvarsgarnisoner i fort långt norr om vad som senare skulle bli Kinesiska muren. Yongle ansåg dessa vara för exponerade och svårstyrda och drog därför tillbaka bemanningen på sju av dessa fort, men behöll bemanningen på Jizhougarnisonen som försvarade området norr om dagens Peking.
År 1410 gjorde Yongle sin första militära kampanj i Mongoliet, och denna följdes upp av ytterligare fyra kampanjer 1414, 1422, 1423 och 1424. Vid alla fem kampanjerna ledde Yongle personligen sina styrkor som sannolikt uppgick till minst 250 000 man, varav en stor del utgjordes av kavalleri. Dock lyckades han aldrig fånga Arughtai, och mongolerna led inga betydande förluster.
Annam, det vill säga norra delen av dagens Vietnam, har historiskt till och från styrts av Kina. Efter Tangdynastin (618–907) har Annam existerat som ett självständigt kungadöme, men med nära relationer till Kina. År 1400 genomfördes en statskupp i Annam, och den tillträdande regenten lyckades övertyga kineserna om att allt var i sin ordning. År 1405 blev en kinesisk delegation överfallen då de besökte hovet i Annam. Händelsen resulterade i att Yongle 1406 skickade en stark militärstyrka som ockuperade Annams två huvudstäder, och denna rapporterade till Nanjing 1407 sin fullständiga seger. Annam annekterades helt och gjordes till Kinas fjortonde provins.
Under kejsar Yongle växte Kinas territorium till att bli större än vad det hade varit under både Handynastin och Tangdynastin.

## Zheng Hes flottexpeditioner

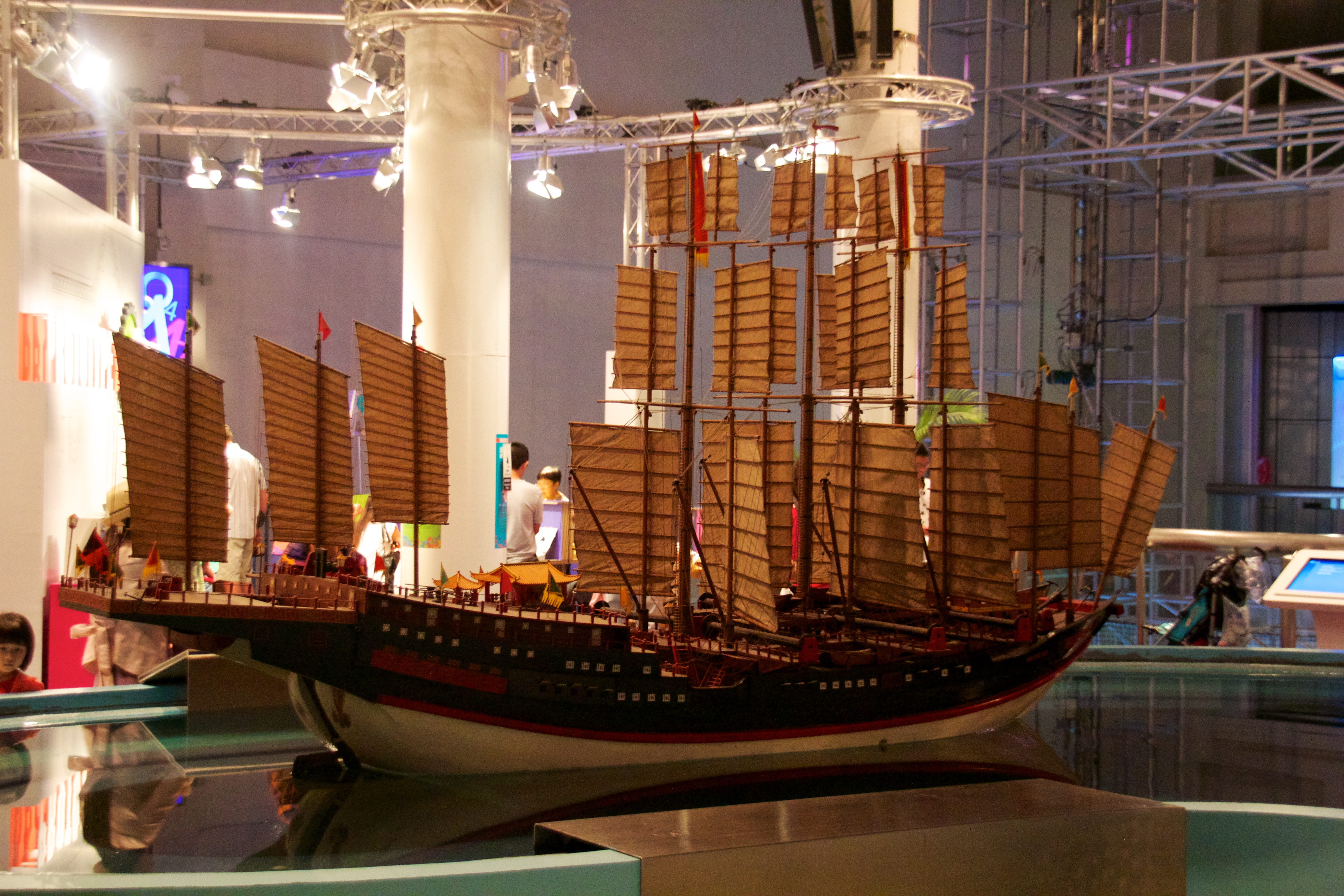
En modell av ett av skattskeppen i Zheng Hes flotta.

Yongle hade stora planer på marina expeditionsresor västerut, och för att kunna åstadkomma detta påbörjade han uppbyggandet av en stor flotta. Under inbördeskriget mot Jianwen-kejsaren var den muslimska eunucken Zheng He från Yunnan en betydelsefull general som Yongle hade stort förtroende för, och han gjorde Zheng He till chef över expeditionsflottan.
Totalt gjorde flottan sex expeditioner under Yongles livstid, och en ytterligare under kejsar Xuandes regeringstid. Anledningen till resorna var huvudsakligen diplomatiska och politiska för att höja den nya dynastins status och ge den prestige. Alla sju expeditionerna besökte Vietnam, Indonesien, Sri Lanka och Indien och flera av resorna fortsatte till Iran, Jemen och vidare söderut längs Afrikas ostkust.
Expeditionerna hade besättningar på 20 000 till 32 000 man och bestod av många hundra skepp. De största var de så kallade skattskeppen. Dessa var över 130 meter långa, över 50 meter breda och hade nio master och tolv segel.

## Kultur

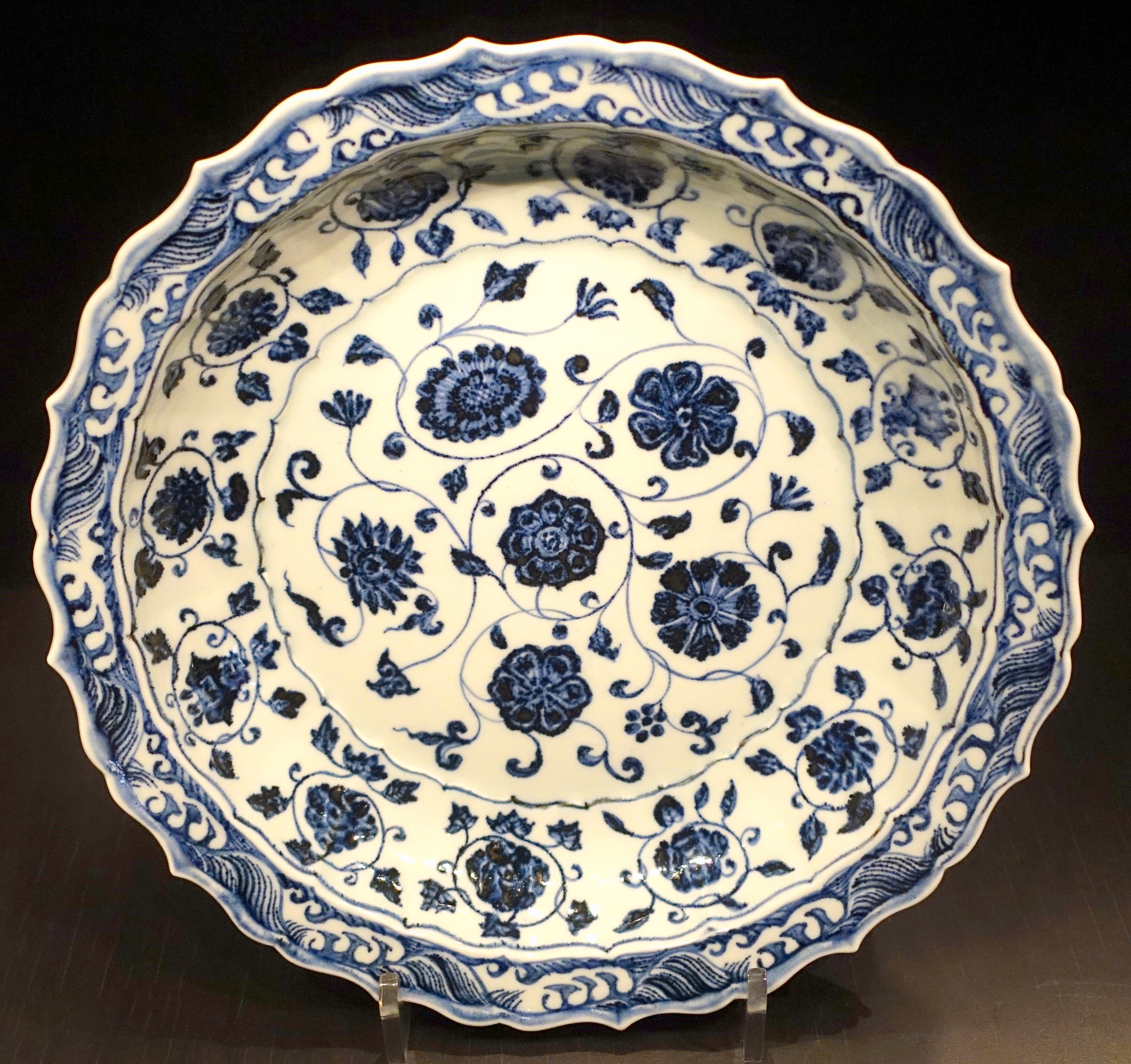
Porslinstallrik från Yongles regeringstid fotograferad på Östasiatiska museet i Stockholm.

Det var huvudsakligen porslin, lackarbete och förgyllda buddhistiska bronsavbildningar som utmärkte konsten under Yongles tid. Den föregående mongoliska Yuandynastin hade samlat en stor mängd skickliga hantverkare i huvudstaden, vilka Yongle sannolikt anlitade när han kom till Peking. Det kända blå-vita kinesiska porslinet utvecklades i flera avseenden under kejsar Yongles tid. Materialkvalitén förbättrades och porslinet utvecklades från att varit viktigt i de kejserliga hushållen till att bli en betydande internationell handelsvara med stor potential där Kina hade en monopolställning. Det rådde ett betydande kulturutbyte med Timuriderna i Centralasien vilket gav en del influenser från islam till den kinesiska konsten. Yongles stora intresse för kalligrafi visade sig bland annat genom att han lät kalligraferna Shen Du och Shen Can skapa palatsutgåvor i form av storskaliga träsniderier.
För att systematisera allt som var känt om konst, litteratur, historia, teknik och naturvetenskap lät Yongle fram till 1408 sammanställa uppslagsverket Yongleencyklopedin (eller Yongle Dadian, 永乐大典) som upptog fler än 11 000 volymer. Fler än 3 000 vetenskapsmän och forskare rekryterades för arbetet. Verket var så omfattande att det inte var hanterbart för tryck, och i dag finns bara några hundra volymer bevarade.

## Kinesiska muren
Under kejsar Yongles tid påbörjades arbetet med att bygga den generation av Kinesiska muren som huvudsakligen finns bevarad till i dag. Yongle uppförde den mellersta delen av muren som kom att tillhöra Liaodonggarnisonen för att skydda området längst österut i dynastins territorium vid Liaodong, öster om Liaofloden. Yongle grundade även Xuanfugarnisonen och lät 1412 uppföra Xuanfus yttre mur (norr om Zhangjiakou). Yongle lät även uppföra vårdkasetorn och gräva vallgravar längs försvarslinjerna. Den större delen av Mingdynastins mur uppfördes dock efter Yongles död.

## Död och begravning

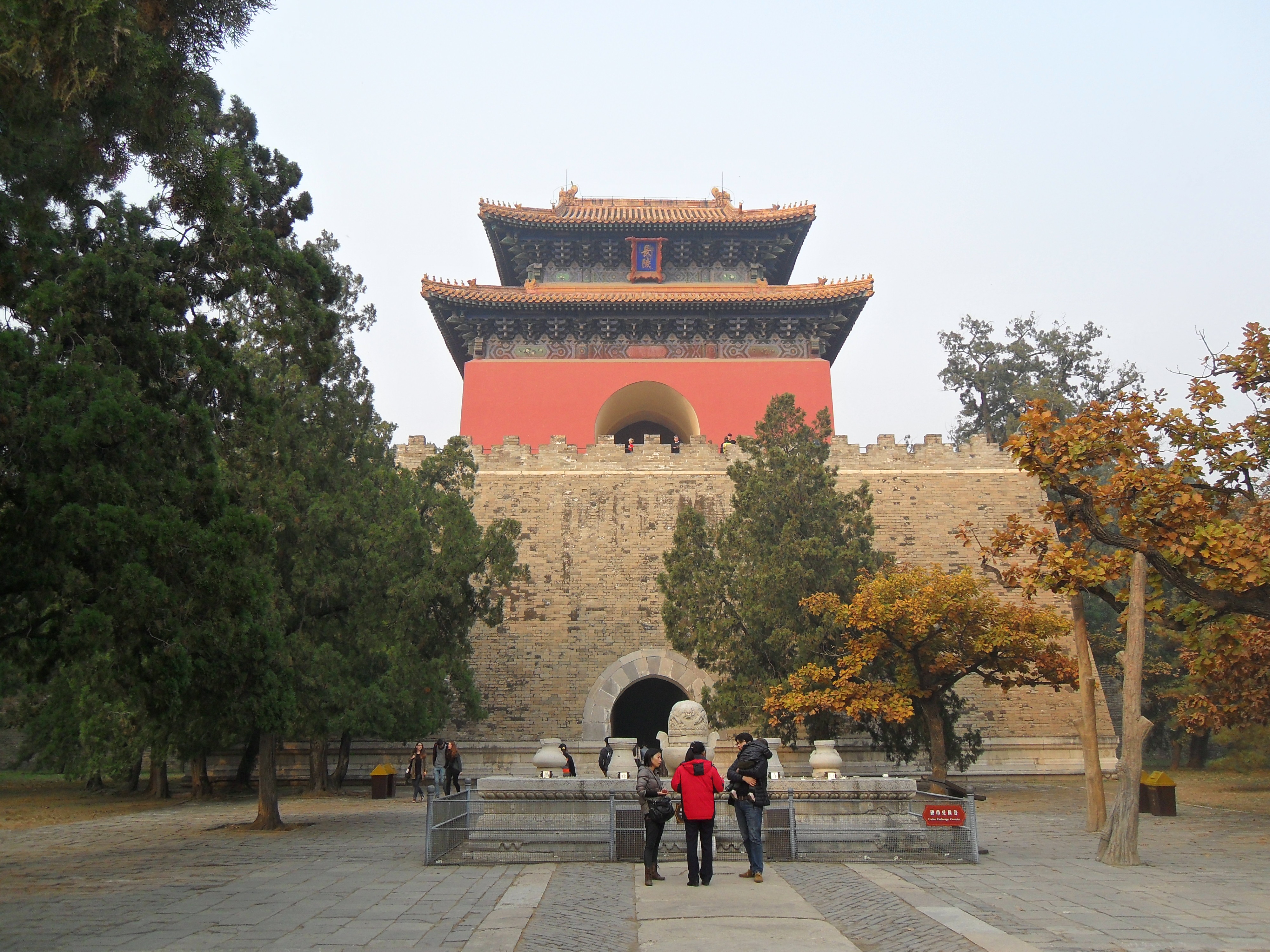
Andetornet i Yongles mausoleum Changling.

På hemväg från sitt femte fälttåg i Mongoliet blev kejsaren sjuk och avled i juli, alternativt augusti, 1424 vid Yumuchuan i dagens Inre Mongoliet. Yongle begravdes i graven Changling vid vad som senare skulle bli Minggravarna norr om Peking där hans kejsarinna Xu redan var begravd. Tillsammans med kejsaren begravdes även 16 av hans konkubiner.
Uppförandet av Changling påbörjades 1409, två år efter att kejsarinnan Xu avlidit. När det underjordiska palatset var färdigställt 1413 transporterades Xus kvarlevor till Peking där hon officiellt begravdes. Mausoleet var i grunden färdigställt 1427, men kom att expanderas och förbättras kontinuerligt i totalt 130 år. Changling upptar 120 000 m² Från den rikligt utsmyckade processionsvägen som leder till Changling byggdes efterhand mindre processionsvägar till Yongles ättlingars gravar.
Kejsar Yongle tilldelades den postuma titeln Kejsare Wen (文皇帝), och fick initialt tempelnamnet Taizong men hans ättling Jiajing-kejsaren ändrade hans tempelnamn till Chengzu (成祖) 1538.

## Regeringsperioder
- Yongle (永樂), 1403–1425